# متحف الأردن
متحف الأردن هو المتحف الوطني الجديد للآثار في المملكة الأردنية الهاشمية. يقع في منطقة راس العين وسط مدينة عمّان، حيث توجد أمانة عمان الكبرى ومنشآت عمّان الثقافية. صمم المبنى المعمارُ جعفر طوقان، وقد بُدئ بأعمال البناء في عام 2005، وعلى مساحة 10,000 متر مربع. يعرض متحف الأردن تراث المملكة الحضاري والتاريخي ضمن قاعات مميزة بتصميمها، وهو مركز وطني شامل للعلم والمعرفة يعكس تاريخ وحضارة الأردن بأسلوب تعليمي مبتكر.

## تاريخ
ابتدأت فكرة إنشاء متحف وطني لعرض آثار وتراث الأردن في ستينيات القرن العشرين، بعد إنشاء متحف الآثار الأردني في قلعة عمّان عام 1951. وفي عام 1980 عقد المؤتمر الدولي الأول لتاريخ وآثار الأردن في أكسفورد، وأوصي المشاركون بإنشاء متحف وطني. تبع ذلك تشكيل «جمعية التراث الأردني» عام 1989 بعضوية عدد من المهتمين ومندوبي المؤسسات الحكومية والجامعات، ووضعت هذه الجمعية الأسس التي تطورت لتصبح المفاهيم العامة للمتحف. أما التمويل فقد أتى عام 1999 عندما وقعت الحكومة الأردنية اتفاقية قرض مع الحكومة اليابانية لتمويل مشروع تطوير القطاع السياحي، ومن أهم مكوناته المتحف الوطني. في عام 2002 أصدر الملك عبد الله الثاني قرارا بإنشاء المتحف الوطني، وابتدأ العمل على إنشاء المتحف عام 2005 عندما وضعت الملكة رانيا العبد الله، رئيسة مجلس أمناء المتحف، حجر أساس المبنى، وأقر مجلس الأمناء اسم «متحف الأردن».

## المبنى

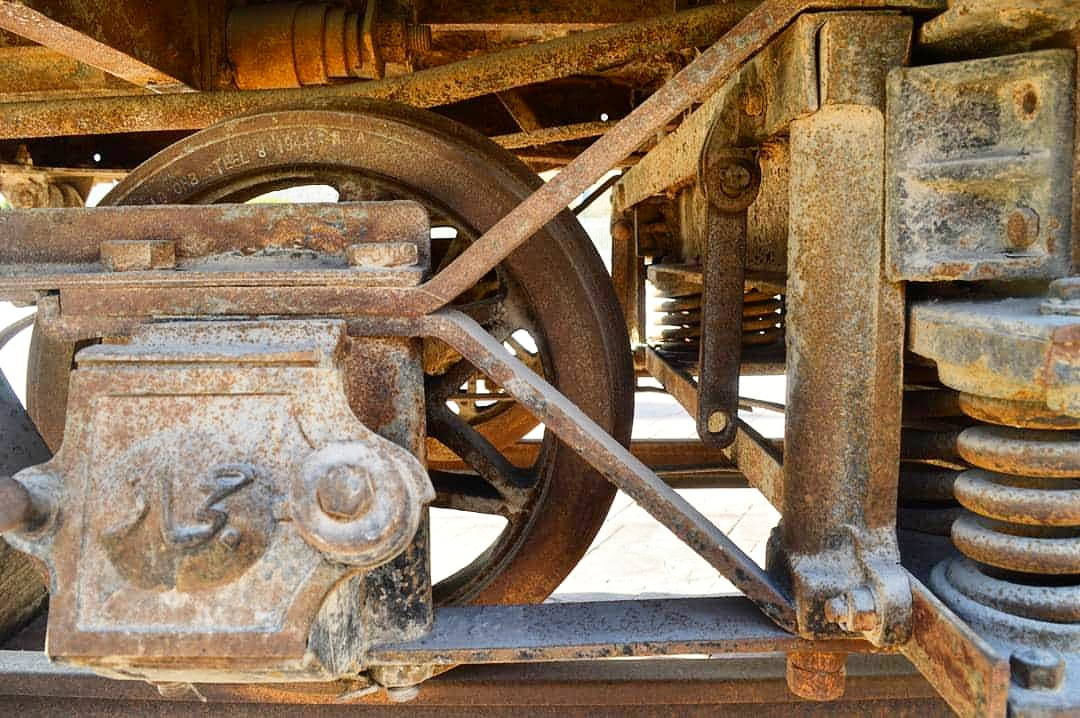
مدخل المتحف.

يشتمل متحف الأردن على مستودعات حديثة ومركز للصيانة والترميم، ويدعم البحث والنشر العلمي، ويقدم المعارض الدائمة والمؤقتة، وتشغل قاعات العرض جزءًا كبيراً من مساحة مبنى المتحف، وهي تعرض حوالي مليون ونصف المليون سنة من تواجد الإنسان على أرض الأردن، بداية من العصر الحجري القديم حتى الزمن الحاضر ضمن ثلاثة أجنحة رئيسة هي: الآثار والتاريخ، والحياة الشعبية، والأردن الحديث.
وتتوزع المواقع التفاعلية ما بين قاعات التسلسل التاريخي، حيث تعرض المواضيع المكملة لقصص التسلسل التاريخي. تعتمد هذه المواقع على أسلوب التفاعل مع الضيوف بشكل أكبر من عروض قاعات التسلسل التاريخي، وتتواصل معهم في مواضيع علم الآثار والتعدين، والإنسان المبدع، والبداوة والترحال، والكتابة، والإنارة، وأطفال الأردن.
إضافة إلى أجنحة العرض داخل المتحف، تمتد معروضات متحف الأردن إلى الساحات الخارجية وقاعة المعارض المؤقتة، حيث سيقدم المتحف الفرصة لضيوفه لاستكشاف مواضيع متعددة ضمن المعارض المحلية والعالمية. وفي المتحف يحتوي على صور للملوك ومكتبة تحوي عدة آلاف من المطبوعات والمنشورات في حقول الآثار والتاريخ والتعليم وعلم المتاحف، وعديد منها أهدي إلى المتحف.

## الآثار الرئيسية
تتضمن مجموعة المتحف عظام حيوانات تعود إلى 1.5 مليون سنة، وتماثيل الجص الجيري من عين غزال التي تعود إلى 9000 سنة، جزء من مخطوطات البحر الميت بما في ذلك المخطوطة النحاسية، ونسخة طبق الأصل من مسلة ميشع. تعتبر التماثيل البشرية التي تم العثور عليها في عين غزال من أقدم التماثيل في العالم. عين غزال هي إحدى القرى النبطية الكبرى في عمان التي تم اكتشافها عام 1981.
تم العثور على المخطوطة النحاسية بالقرب من خربة قمران، ويحتوي على قائمة من الذهب والفضة المخفية، بالإضافة إلى بعض الأوعية، والتي يعتقد أنها أُخذت من الهيكل في القدس حوالي عام 68 م. كُتب المخطوط باللغة العبرية الميشناوية. ومسلة ميشع هو حجر بازلت أسود ضخم تم إقامته في موآب، وقد نقش عليه الملك المؤابي ميشع لمدح نفسه لمشاريعه العمرانية التي بدأها في موآب (التي تُعرف الآن بالكرك)، ويخلد انتصاره ومجده ضد بني إسرائيل. يُعتبر هذا الحجر واحدًا من أهم المصادر المباشرة في تاريخ الكتاب المقدس. تشمل الآثار الكبرى الأخرى لوحة البلوعة، الذي تحتوي على نقش هيروغليفي مصري، ورأس رخامي لمعبودة الحظ اليونانية تيكه.